# Marko Asell
Marko Tapio Asell (Ylöjärvi, 8 de mayo de 1970) es un deportista finlandés que compitió en lucha grecorromana.
Participó en dos Juegos Olímpicos de Verano, obteniendo la medalla de plata en Atlanta 1996, en la categoría de 74 kg, y el 17.º lugar en Sídney 2000. Ganó una medalla de plata en el Campeonato Europeo de Lucha de 1997.

## Palmarés internacional
| Juegos Olímpicos   | Juegos Olímpicos         | Juegos Olímpicos | Juegos Olímpicos |
| Año                | Lugar                    | Medalla          | Categoría        |
| ------------------ | ------------------------ | ---------------- | ---------------- |
| 1996               | Atlanta (Estados Unidos) | Medalla de plata | 74 kg            |
| Campeonato Europeo |                          |                  |                  |
| Año                | Lugar                    | Medalla          | Categoría        |
| 1997               | Kouvola (Finlandia)      | Medalla de plata | 76 kg            |